# Comando del fronte interno (Israele)
Il Comando del fronte interno (in ebraico פיקוד העורף‎?, Pikud HaOref; in inglese Home Front Command o HFC) noto anche attraverso l'acronimo Pakar, è un comando militare delle Forze di difesa israeliane, dipendente direttamente dal Ministero della difesa, deputato alla protezione civile e alle operazioni di ricerca e soccorso in occasione di disastri naturali e conflitti armati.
Istituito nel 1992, all'indomani della prima guerra del Golfo, ha sede a Ramla presso campo Rehavam, un ex aeroporto militare della Royal Air Force (RAF) britannica. Le attività di ricerca e soccorso in territorio di combattimento vengono svolte dall'Unità 669 dell'Aeronautica Militare Israeliana.

## Storia
Il Comando fu istituito nel febbraio 1992 dopo che durante la prima guerra del Golfo si materializzò una concreta minaccia per il fronte interno israeliano per la prima volta dal conflitto arabo-israeliano del 1948. Precedentemente, i tre comandi regionali (Settentrionale, Centrale e Meridionale) avevano altrettante strutture separate tra loro deputate alla gestione delle emergenze in ambito civile.